# Sp Uning Niken
Sp Uning Niken is een bestuurslaag in het regentschap Aceh Tengah van de provincie Atjeh, Indonesië. Sp Uning Niken telt 525 inwoners (volkstelling 2010).